# Dipartimento di Haut-Nkam
Il dipartimento di Haut-Nkam è un dipartimento del Camerun nella Regione dell'Ovest.

## Comuni
Il dipartimento è suddiviso in 6 comuni:
- Bakou
- Bafang
- Bana
- Bandja
- Banwa
- Kékem